# Reinhard Glöckner
Reinhard Glöckner (* 27. Oktober 1933 in Lübeck) ist ein deutscher evangelischer Theologe, Politiker (CDU) und ehemaliger Oberbürgermeister von Greifswald.

## Leben
Reinhard Glöckner studierte Theologie und wurde 1962 an der Universität Jena zum Dr. theol. promoviert. Von 1974 bis 1990 war er Pastor an der Greifswalder St.-Marien-Kirche. In den 1980er Jahren engagierte er sich in der kirchlichen Friedensbewegung in der DDR.  1989 hatte er Anteil an der Organisation von Friedensgebeten und Montagsdemonstrationen in Greifswald und setzte sich am Runden Tisch für die Umgestaltung der Gesellschaft in der DDR ein. Nach der Wende wurde Reinhard Glöckner im April 1990 mit Mandat der CDU zum Oberbürgermeister von Greifswald gewählt. Für seine Amtseinführung komponierte Ottmar-Wolfram Vogel das Werk Szenario piccolo II. Er war maßgeblich am Aufbau der Stadtverwaltung nach der Wiedervereinigung beteiligt, gehörte zu den Gründern des vorpommerschen Kreis- und Städtetages und setzte sich für die Bildung der Euroregion Pomerania ein. 1992 wurde er durch die Greifswalder Bürgerschaft abgewählt. Sein Nachfolger wurde Joachim von der Wense.
Die Ernst-Moritz-Arndt-Universität Greifswald ernannte ihn 1993 zum Ehrensenator. Die Stadt Greifswald ehrte ihn 2009 mit der Eintragung ins Goldene Buch.

## Schriften
- Der Mensch zwischen Ontologie und Personalismus in der philosophischen und theologischen Darstellung Paul Tillichs. Jena 1962 (Dissertation).
- Die Wende in Greifswald aus meinem Erleben und in meiner Sicht. Greifswald 1993 (2. Auflage 1994).
- Wie Menschen als Person leben. Ein Blick auf den Mechanismus der Verdrängung in den Spannungsfeldern von Verantwortung in Freiheit und Gerechtigkeit. Lit Verlag, Münster 2004, ISBN 3-8258-7400-1 (Philosophie Band 48).
- Vertrauen wagen, keine Gewalt! Christvespern, Friedensgottesdienste, Ansprachen 1975 bis 1990. Koch, Rostock 2009.